# プレシオサウルス
プレシオサウルス（Plesiosaurus）は、中生代ジュラ紀前期に棲息していた首長竜の属の一つである。首長竜目プレシオサウルス科に属している。化石発掘当初は、水棲の生き物であることから「魚類と爬虫類の中間的生物、その中でも爬虫類により近い」と推測された。そこからplesiosaurus=「爬虫類に近似した」を意味する属名がつけられた。

## 形態
体長は最大3.5メートル。頸椎の数は32個で、首は先行するノトサウルスなどよりも伸長しているが、後に現れるエラスモサウルスに比べると短い。頭骨は小さく、吻が長い。顎には円錐形の多数の歯があった。胴体は幅広く扁平で、腹肋骨が存在するため可動性は乏しい。その容姿から「蛇首が付いた亀」と表現されることがある（もちろん甲羅は無い）。胸胴椎の神経棘は幅広で、椎体そのものの幅とほぼ等しい。また尾は短いが、同科であり以前プレシオサウルスと同属とされていたSeeleyosaurusからは尾鰭が知られている。そのため遊泳は四肢を使って行っていた。四肢を支える肢帯のうち肩帯には、後期の首長竜では消失する間鎖骨が存在し、また肩甲骨も小さく左右で癒合していない。鎖骨はその間に存在し、大きく後方に伸びているなど祖先的な形態をとどめいていた。四肢は大きくパドル状の鰭になり、これをオールのように使って泳いだとされる。また、前後の鰭はほぼ同じ大きさであった。かれらはこの鰭を前後にこぐように動かす方法と、上下に羽ばたくように動かす方法を組み合わせて泳いでいたと推定されている。

ヒトとの大きさ比較
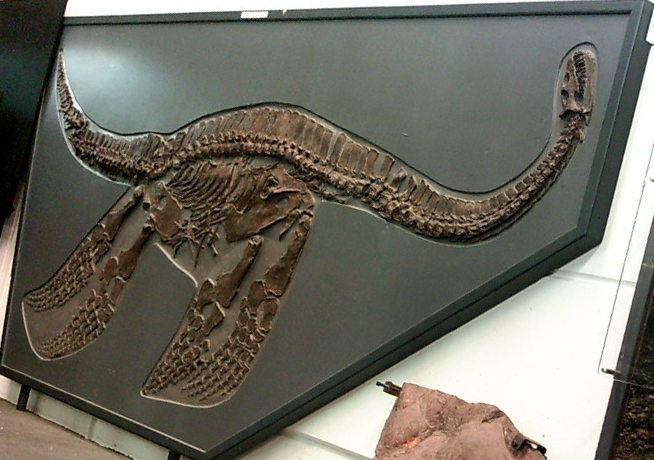
骨格（キャスト模型）

## 生態
身体の構造上泳ぐスピードは速くなかったが、機動性に富んでいたと思われる。おそらくはイカなどの軟体動物を捕食していたと考えられている。さらに最近の研究では首は主として下方に曲がり、それ以外の方向に曲げるには制限があることが分かっている。加えて頭蓋骨や歯の形状から海底の堆積物の濾過を行っていたことを強く示唆されている。

## 分類
学術的には「陸棲の直立歩行をする爬虫類」のみを恐竜と定義するため、本種を含めた海棲の首長竜や魚竜は分類上は恐竜ではない。プレシオサウルスは首長竜では最初期の種である。一時は首長竜が全てプレシオサウルス属に分類されたこともあり、種の数が90を越えたこともある。しかし研究が進むにつれ分類が整理され、現在はプレシオサウルス・ドリコデイルスなど数種がプレシオサウルス属に分類されている。

## サブカルチャーにおけるプレシオサウルス
近年において有名な都市伝説及びUMA（未確認動物）の一つであるネッシーは、イギリスのネス湖に閉じ込められたプレシオサウルスが、世代を経て進化していったものではないかとUMA研究家から仮定されていた。ただしネス湖自体は地質学的には新しく、首長竜が絶滅した白亜紀末時点では存在しない。
映画『遠い海から来たCOO』や『恐竜・怪鳥の伝説』など、数多くの恐竜映画やアニメ作品にも登場している。